# 张锡山
张锡山（1934年—2009年5月10日），辽宁沈阳人，中国男子篮球运动员、教练，被称为“三黑”后卫，他从50岁时开始担任轮椅篮球教练。1999年被评为新中国篮球50杰。